# Moulins à vent de Péronne
Les moulins à vent de Péronne sont des moulins situé à Chanteloup-les-Bois, en France.

## Localisation
Le moulin est situé dans le département français de Maine-et-Loire, sur la commune de Chanteloup-les-Bois.

## Historique
L'édifice est inscrit au titre des monuments historiques en 1978.